# テレボーウリャ
テレボーウリャ（ウクライナ語: Теребовля）は、ウクライナ・テルノーピリ州テレヴボーウリャ地区(uk)の行政中心地となっている市（Місто）である。セレト川支流のフニズナ川(uk)に面する 。市の日(uk)は7月7日。

## 歴史
テレボーウリャには新石器時代期に既に人々が住んでいた。史料上の初出は『イパーチー年代記』の1097年の記述であり、その時点ではテレボヴリと呼ばれていた。街はハルィチナー地方における最も古い都市の1つである 。また、11世紀末よりテレボヴリ公国の首都となった。
街は1349年にポーランド王国に組み込まれた。1389年にはマグデブルク法を採用した。14世紀末以降になると、ポーランドの前線の要塞としてテレボーウリャ城が築かれた。ポーランド人とクリミア・タタール人・オスマン・トルコとの戦闘（対タタール：1453年、1498年、1508年、1516年。対トルコ：1675年、1688年。）の中で、城は何度か破壊されている。
1594年、街はポーランドに対し反乱を起こしたウクライナ・コサックのセヴェルィーン・ナルィヴァーイコによって占領された。1648年から1654年にかけてのフメリニツキーの乱では、ポーランドに対するウクライナ側の拠点の1つとなった。また、1672年から1676年にかけてのポーランド・トルコ戦争(ru)の最中の1675年にはオスマン・トルコ軍による包囲(ru)を受けている。
1772年の第1次ポーランド分割からオーストリア＝ハンガリー帝国の領土となった（なお1890年の時点で人口は3735人）。1918年 - 1919年には西ウクライナ人民共和国の領域となったが、同国の消滅とともに、1939年まで再びポーランド領、のちにウクライナ・ソビエト社会主義共和国領となった。なお、旧称のトレンボウリャ（Трембовля / Trębowla）はポーランド語に由来する。この名称は1944年まで用いられていた。

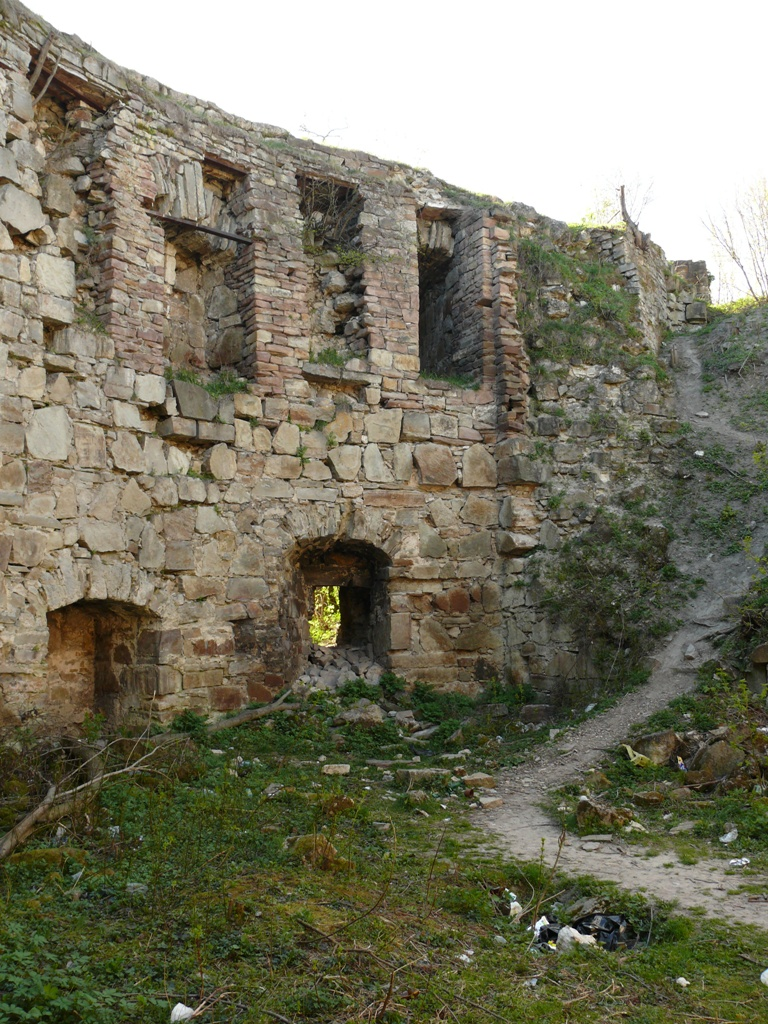
テレボーウリャ城址
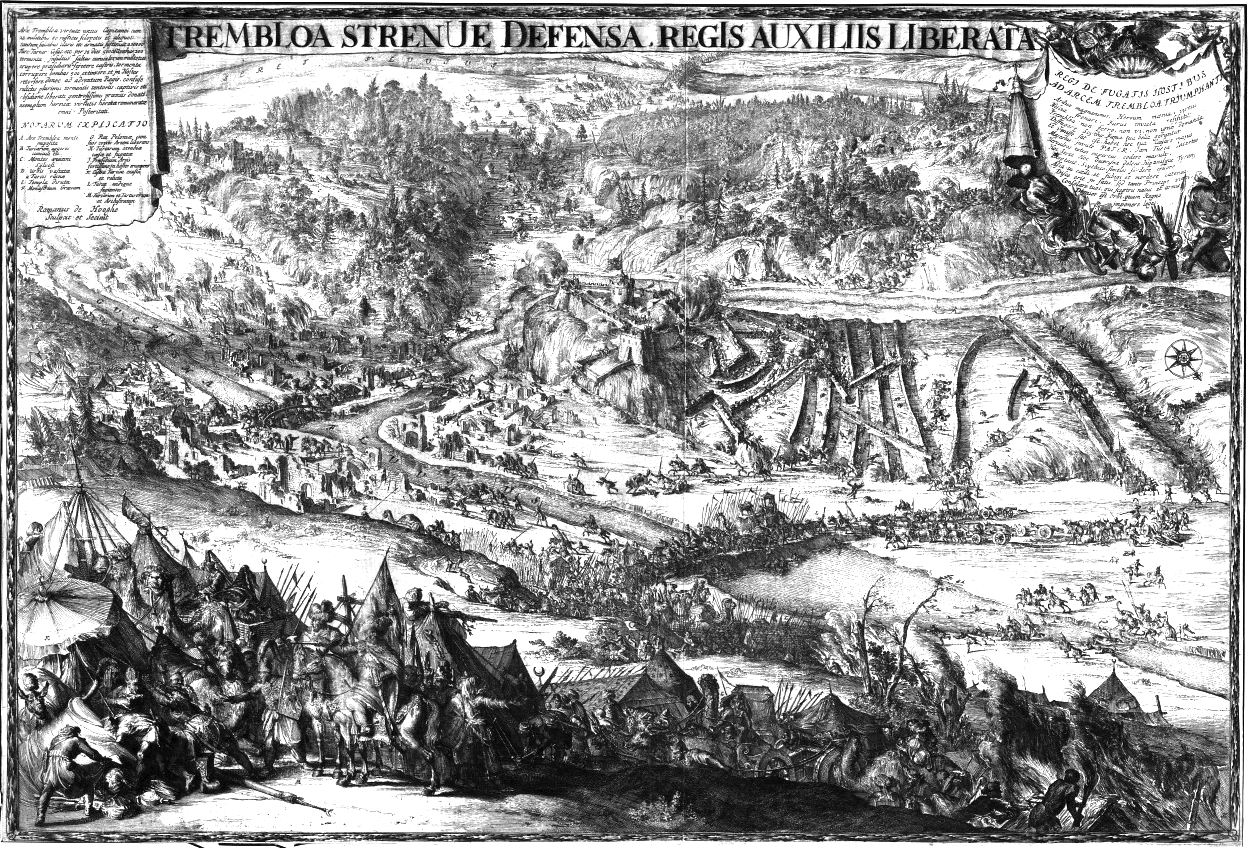
1675年の包囲戦

## 行政
テレボーウリャの評議会は、テレボーウリャ市とボルィチフスカ村(uk)から成り立っていた。しかし2007年11月4日の投票で有権者の大多数が分離に賛成したため、ボルィチフスカ村独自の村評議会（シリシカ・ラーダ(uk)）が発足した。分離以前（2006年調査）の両行政区を合わせた人口は14,005人であった。そのうちテレボーウリャ市に13,455人、ボルィチフスカ村に550人が住んでいた。なお、1975年の人口は11,600人、1990年の人口は13,600人だった。